# Juan Carlos Muñoz
Juan Carlos Muñoz (Avellaneda, 6 de maio de 1919 - Buenos Aires, 22 de novembro de 2009) foi um futebolista argentino que jogou no River Plate, de 1939 a 1950, jogando 184 jogos e marcando 39 gols.